# Henrik VI av England
Henrik VI (engelska: Henry VI), född 6 december 1421, död 21 maj 1471, kung av England 1422–1461 och från 1470. Han var son till Henrik V av England och Katarina av Valois.

## Barndom
Henrik var det enda barnet, och arvtagare till Henrik V, och därför förväntades mycket av honom redan från födseln. Han föddes 6 december 1421 på Windsor Castle och fadern dog då han bara var några månader gammal. Modern var dotter till den franske kungen och bara tjugo år. På grund av misstänksamhet mot hennes härkomst hindrades hon från att ha med sonens uppväxt att göra.
Under Henriks omyndighetstid styrdes England av en förmyndarregering. Humphrey, hertig av Gloucester utsågs till riksföreståndare över England och Henrik IV:s yngste son och biskop Henrik Beaufort (Kardinal Beaufort från 1426) som var Henrik V:s halvfarbror var också inflytelserik. Henrik IV:s äldre överlevande son John, hertig av Bedford, som varande högste förmyndare, utsågs till riksföreståndare över Frankrike (med ansvar för det pågående kriget) såväl som till att ersätta Gloucester som riksföreståndare över England då Bedford personligen befann sig i landet.
Från 1428 var earlen av Warwick Henriks lärare. Dennes far hade varit ledande i oppositionen mot Rikard II. Henrik influerades även av Henrik Beaufort och senare av William de la Pole, hertig av Suffolk. Henrik kom att föredra en fredspolitik med Frankrike.
Henriks halvbröder, Edmund och Jasper, moderns söner i hennes andra äktenskap, gavs earldömen. Edmund blev far till Henrik Tudor, senare Henrik VII av England.

## Kröning
Henrik kröntes till kung av England i Westminster Abbey 6 november 1429, en månad före sin åttaårsdag. Han kröntes även till kung av Frankrike i Notre Dame i Paris 16 december 1431. Han började dock inte styra förrän han förklarades tillräckligt gammal 1437, samma år som modern dog.
I början av barnakungens regeringstid var de mäktigaste förmyndarna hans farbröder John, hertig av Bedford och Humphrey, hertig av Gloucester. Den förra dog 1435; den senare föll i onåd, anklagad för förräderi och blev troligen mördad 1447.

## Henriks äktenskap med Margareta av Anjou

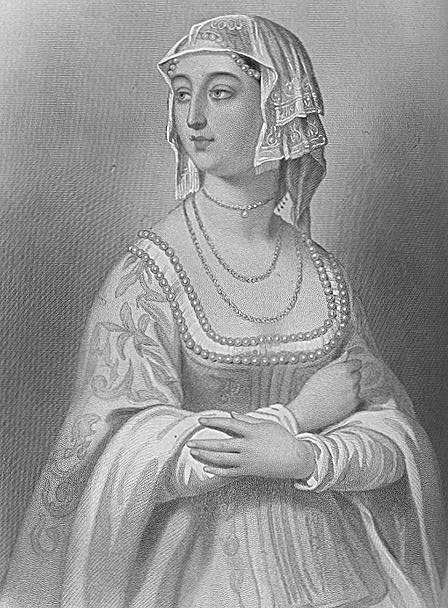
Margareta av Anjou gifte sig med Henrik 1445

Som ett resultat av framgångarna i Hundraårskriget, hade Henrik V efterlämnat stora områden i Frankrike, men maktförhållandet gick förlorat i och med hans död. Då Henrik VI fortfarande var ett barn, och England styrdes av en förmyndarregering gick mycket av den grund som fadern byggt upp förlorad. Frankrikes tur vände, med Jeanne d'Arcs militära framgångar, vilket ledde till att Henriks rätt till den franska kronan förkastades och den franske dauphinen kröntes i Reims. Diplomatiska misstag, såväl som militära misslyckandet ledde till förlust av större delen av Englands territorier i Frankrike.
Då han blev vuxen visade sig Henrik VI vara en djupt andlig man, som saknade den världsliga kunskap som var nödvändig för att styra ett rike effektivt. Redan då han började styra som kung 1437 lät han hovet domineras av några få gunstlingar och den grupp som ville avsluta kriget med Frankrike fick snabbt stort inflytande, medan Rikard, hertig av York och Humphrey, hertig av Gloucester, ledarna för den fraktion som var positivt inställda till fortsatt krig, sattes åt sidan och ignorerades.
Kardinal Beaufort och William de la Pole, hertig av Suffolk övertalade kungen att det bästa sättet att få fred med Frankrike var att gifta sig med Karl VII:s niece, Margareta av Anjou. Henrik instämde, särskilt då han hört talas som Margaretas slående skönhet och sände hertigen av Suffolk för att förhandla med kung Karl. Karl gick med på detta på villkoret att han inte skulle behöva stå för den brukliga hemgiften och istället skulle få Maine och Anjou av engelsmännen. De gick med på dessa villkor i Toursfördraget, men överlåtelsen av Maine och Anjou hölls hemligt för parlamentet, eftersom man visste att detta skulle bli oerhört impopulärt hos det engelska folket.
Vigseln ägde rum 1445 och Margaretas personlighet verkar ha kompletterat Henriks, då hon var beredd att fatta beslut och visa ledarskap, medan han var nöjd med att ledas av henne. Margareta visade sig vara en mer kompetent ledare än vad han var, trots att hon endast var sexton år vid denna tid. Nu kom man till den kniviga frågan om Maine och Anjou. Henrik hade dragit ut på att uppfylla sin del av uppgörelsen med Karl VII, då han visste att det skulle vara ett enormt impopulärt steg och att Humphrey, hertig av Gloucester och krigsfraktionen skulle vara särskilt kritiska mot det. Margareta var dock besluten att han skulle lyckas genomdriva det och det kom till allmän kännedom 1446. Den största ilskan riktades mot hertigen av Suffolk, som förhandlat fram Toursfördraget, men Henrik och Margareta var fast beslutna att försvara honom, då de visste att de själva var sårbara, eftersom de känt till villkoren för sitt äktenskap.
1447 inkallade kungen, drottningen och gruppen runt dem (hertigen av Suffolk, Somerset, och den åldrige Kardinal Beaufort) Gloucester inför parlamentet och anklagade honom för förräderi i Bury St Edmunds, och han dog där i fångenskap, om det var av naturliga orsaker eller inte är oklart. Gloucesters död lämnade York som Henriks tronarvinge, men Henrik deklarerade aldrig detta officiellt och York fortsatte att lämnas utanför hovkretsen. Han skickades att styra Irland för att hållas borta från England, medan Henrik och Margareta förlänade Suffolk och Edmund Beaufort hertigdömen (något som vanligtvis endast gavs till monarkens närmaste familjemedlemmar). Beaufort, den nye hertigen av Somerset (och Kardinal Beauforts brorson) sändes till Frankrike för att leda kriget.

## Ökande impopularitet och psykisk sjukdom
Statsmaktens ökande impopularitet berodde på ett sammanbrott i upprätthållandet av lag och ordning, korruption och utdelandet av kunglig mark till kungens hovfavoriter, kronans svaga finanser och förlusten av territorier i Frankrike. 1447 ledde detta till ett folkligt uppror mot Hertigen av Suffolk, som var den minst populäre i kungens följe och allmänt sågs som en förrädare. Henrik tvingades att sända honom i exil, men skeppet gensköts i Engelska kanalen och hertigen mördades. Hans kropp återfanns på Dovers strand. Drottningen blev förkrossad.
1449 återupptog Somerset, som ledde fälttåget i Frankrike, stridigheterna i Normandie, men till hösten hade han tvingats att dra sig tillbaka till Caen. 1450, hade fransmännen återtagit hela provinsen, som varit så svår att erövra för Henrik V. Återvändande trupper, som ofta inte hade blivit betalda, bidrog till känslan av laglöshet i de södra delarna av England, och Jack Cade ledde ett uppror i Kent i 1450, och kallade sig "John Mortimer" som en gest av samhörighet med York.
Henrik kom till London med en armé för att krossa upproret, men övertalades att lämna hälften av sina trupper bakom sig, medan resten mötte Cade vid Sevenoaks. Cade triumferade och gick mot London och intog staden. Slutligen åstadkom dock upproret ingenting, London återtogs efter ett par dagar, men upproret visade på det rådande kraftiga missnöjet.
1450 förlorades även hertigdömet Akvitanien, som varit i engelsk ägo sedan Henrik II:s dagar, vilket gjorde att Calais var den enda av Englands kvarvarande territorier i Frankrike. 1452 övertalades York att återvända från Irland och kräva sin rättmätiga plats i rådet och få slut på det dåliga styret av riket. Detta var populärt och han hade snart samlat ihop en armé i Shrewsbury. Kronan samlade under tiden ihop en ungefär lika stor styrka i London. Ett möte ägde rum söder om London, där York framlade en lista med klagomål och krav, däribland arresteringen av hertigen av Somerset. Kungen gick till en början med på detta, men Margareta ingrep för att förhindra att hertigen av Somerset fängslades. 1453 hade hans inflytande återställts och York var återigen isolerad. Under tiden gjorde engelsmännen framsteg i Akvitanien och hade återtagit Bordeaux och drottningen meddelande att hon var med barn.
Den engelska framgången i Akvitanien var dock kortvarig och då Henrik fick nyheten om de engelska förlusterna i augusti 1453 drabbades han av ett nervsammanbrott och blev totalt omedveten om vad som hände runt omkring honom. Detta tillstånd kom att vara i mer än ett år och Henrik reagerade inte ens vid sin egen son och arvtagare, Edvard av Westminsters, födelse. Under tiden fick York en mycket viktig allierad i Rikard Neville, earl av Warwick, en av de allra mest inflytelserika männen och möjligen rikare än York själv. York utsågs till riksföreståndare 1454. Han hade slutligen fått den makt han hade önskat och drottningen uteslöts fullständigt och Somerset sattes i Towern, medan Yorks anhängare spred rykten om att kungens barn inte var hans utan Somersets (vilket det inte finns några bevis för). York tillbringade annars sina månader vid makten med att få bukt med statens stora utgifter. Vid juldagen 1454 var dock Henrik åter vid sina sinnens fulla bruk.

## Henriks karaktär
Henriks karaktär som kung kan bäst sammanfattas som from, obeslutsam och lättledd, samt att han i senare i livet blev psykiskt instabil. Han var snäll och generös mot dem som han brydde sig om (vilket inte hjälpte kronans finansiella situation) och gav bort landområden och titlar till sina rådgivare. Han undvek sin rolls överdådiga munderingar och föredrog enkel klädsel. Han var intresserad av läsning och kunskap, men visade inget intresse överhuvudtaget att leda sitt land i krig, vilket är ironiskt, då hans regeringstid var en av de blodigaste i Englands historia. Han ogillade att kriga mot trosfränder och mån om att rättvisa skulle skipas i hans namn, vilket också är ironiskt, med tanke på den korruption och laglöshet som rådde under hans tid på tronen. Henrik tycks ha använt religion och fromhet som medel att fly den hårda värld av rivalitet och maktstrider som omgav honom vid hovet. Han var mycket pryd, vilket uppmuntrades av hans biktfader som rådde honom att avstå från sex med hustrun så mycket som möjligt.
Henrik satsade på utbildning och gav stora donationer för grundandet av både Eton College nära Windsor, för utbildning av studenter med fattig bakgrund, och King's College, Cambridge, där de kunde fortsätta sin utbildning. Henrik tycks ha varit en trevlig person, men fullständigt olämplig som kung. Han lät sig helt domineras av de makthungriga grupper som omgav honom vid hovet och var senare för maktlös att hindra att ett blodigt inbördeskrig bröt ut. Det var tydligt att detta blev för mycket för honom, vilket hans återkommande psykiska sjukdom från 1453 och framåt visar. Under Rosornas krig var det hans drottning, Margareta, som var den drivande kraften bakom ätten Lancasters styrkor, medan Henrik tillfångatogs än av den ena sidan, än av den andra. Den som hade kungen i sitt våld kunde göra anspråk på att styra i hans namn.

## Rosornas krig
Missnöjet hos adeln hade vuxit under Henriks VI:s regeringstid och betydelsefulla adelsmän som earlernas av Warwick och Salisbury, tog saken i egna händer genom att stötta det rivaliserande Huset Yorks anspråk, först på förmyndarskapet och sedan på själva tronen. Efter en våldsam kamp mellan husen Lancaster och York, (se Rosornas krig), avsattes Henrik 4 mars 1461 av sin kusin, Edvard av York, som blev kung Edvard IV av England. Men Edvard misslyckades att tillfångata Henrik och hans drottning och de kunde fly i exil utomlands. Under den första tiden av Edvard IV:s regeringstid, fortsatte det lancastriska motståndet under ledning av drottning Margareta och några få adelsmän som var lojala henne i de norra grevskapen i England och Wales. Henrik tillfångatogs av kung Edvard 1465 som därefter höll den avsatte kungen fången i Towern.
Margareta som befann sig i exil i Skottland och sedan i Frankrike var fast besluten om att återvinna tronen åt sin make och son, och med hjälp av kung Ludvig XI av Frankrike bildade hon en allians med Rikard Neville, earl av Warwick, som hade blivit oense med Edvard IV. Efter att han gift bort sin dotter med prinsen av Wales återvände Warwick till England och besegrade yorkisterna i strid och fritog Henrik VI och återinsatte honom på tronen 30 oktober 1470. Henriks återkomst till tronen varade inte länge, åren i fångenskap hade tagit ut sin rätt på Henrik, som redan från början hade varit svag och mentalt instabil. Henrik såg apatisk och frånvarande ut då Warwick och hans män paraderade genom Londons gator och visade upp honom som den rättmätige konungen. Kontrasten mellan honom och den ståtlige kung Edvard som han ersatt måste ha varit slående. Inom några månader gjorde Warwick misstaget att förklara krig mot Burgund, vars härskare svarade genom att ge Edvard IV den militära hjälp han behövde för att återerövra tronen. Prinsen av Wales dödades i slaget vid Tewkesbury 1471.

## Död och eftermäle
Henrik VI fängslades återigen i Towern, där han mördades 21 maj 1471. Legenden anklagar Rikard, hertig av Gloucester, för mordet, såväl som för mordet på Henrik VI:s son Edvard av Westminster. Varje år, på årsdagen för Henrik VI:s död, lägger representanter för Eton och King's College i Cambridge ned rosor och liljor på det altare som nu står där han dog.
Kung Henrik VI var ursprungligen begraven i Chertsey Abbey men flyttades 1485, till St George's Chapel, Windsor Castle.
Det är ironiskt att en man som personligen var så from och fredsälskande har ett eftermäle fyllt av strid och inbördeskrig. Dock efterlämnade dock även lärosäten som Eton College och King's College, Cambridge och kyrkor som han grundade. Han fortsatte en arkitektonisk gärning påbörjat av fadern, dessa (King's College Chapel och Eton College Chapel) och de flesta av det han lät bygga (som hans färdigställande av faderns grundande av Syon Abbey) består av en stor kyrka i sengotisk stil kallat kapell, trots deras storlek, med tillhörande kloster och/eller lärosäte.
På 1590-talet skrev William Shakespeare en pjästrilogi om Henrik VI:s liv: Henrik VI, del 1, Henrik VI, del 2, och Henrik VI, del 3. Henrik förekommer även som spöke i Richard III.

## Anfäder
|                      |  |  |  |  |  |  |  |                     |  |  |  |  |  |  |  |                      |  |  |  |  |  |  |  | Johan av Gent                           |
|                      |  |  |  |  |  |  |  |                     |  |  |  |  |  |  |  |                      |  |  |  |  |  |  |  |                                         |
|                      |  |  |  |  |  |  |  |                     |  |  |  |  |  |  |  | Henrik IV av England |  |  |  |  |  |  |  |                                         |
|                      |  |  |  |  |  |  |  |                     |  |  |  |  |  |  |  |                      |  |  |  |  |  |  |  |                                         |
|                      |  |  |  |  |  |  |  |                     |  |  |  |  |  |  |  |                      |  |  |  |  |  |  |  | Blanche av Lancaster                    |
|                      |  |  |  |  |  |  |  |                     |  |  |  |  |  |  |  |                      |  |  |  |  |  |  |  |                                         |
|                      |  |  |  |  |  |  |  | Henrik V av England |  |  |  |  |  |  |  |                      |  |  |  |  |  |  |  |                                         |
|                      |  |  |  |  |  |  |  |                     |  |  |  |  |  |  |  |                      |  |  |  |  |  |  |  |                                         |
|                      |  |  |  |  |  |  |  |                     |  |  |  |  |  |  |  |                      |  |  |  |  |  |  |  | Humphrey de Bohun, 7:e earl av Hereford |
|                      |  |  |  |  |  |  |  |                     |  |  |  |  |  |  |  |                      |  |  |  |  |  |  |  |                                         |
|                      |  |  |  |  |  |  |  |                     |  |  |  |  |  |  |  | Mary de Bohun        |  |  |  |  |  |  |  |                                         |
|                      |  |  |  |  |  |  |  |                     |  |  |  |  |  |  |  |                      |  |  |  |  |  |  |  |                                         |
|                      |  |  |  |  |  |  |  |                     |  |  |  |  |  |  |  |                      |  |  |  |  |  |  |  | Joan Fitzalan                           |
|                      |  |  |  |  |  |  |  |                     |  |  |  |  |  |  |  |                      |  |  |  |  |  |  |  |                                         |
| Henrik VI av England |  |  |  |  |  |  |  |                     |  |  |  |  |  |  |  |                      |  |  |  |  |  |  |  |                                         |
|                      |  |  |  |  |  |  |  |                     |  |  |  |  |  |  |  |                      |  |  |  |  |  |  |  | Karl V av Frankrike                     |
|                      |  |  |  |  |  |  |  |                     |  |  |  |  |  |  |  |                      |  |  |  |  |  |  |  |                                         |
|                      |  |  |  |  |  |  |  |                     |  |  |  |  |  |  |  | Karl VI av Frankrike |  |  |  |  |  |  |  |                                         |
|                      |  |  |  |  |  |  |  |                     |  |  |  |  |  |  |  |                      |  |  |  |  |  |  |  |                                         |
|                      |  |  |  |  |  |  |  |                     |  |  |  |  |  |  |  |                      |  |  |  |  |  |  |  | Jeanne av Bourbon                       |
|                      |  |  |  |  |  |  |  |                     |  |  |  |  |  |  |  |                      |  |  |  |  |  |  |  |                                         |
|                      |  |  |  |  |  |  |  | Katarina av Valois  |  |  |  |  |  |  |  |                      |  |  |  |  |  |  |  |                                         |
|                      |  |  |  |  |  |  |  |                     |  |  |  |  |  |  |  |                      |  |  |  |  |  |  |  |                                         |
|                      |  |  |  |  |  |  |  |                     |  |  |  |  |  |  |  |                      |  |  |  |  |  |  |  | Stefan III av Bayern                    |
|                      |  |  |  |  |  |  |  |                     |  |  |  |  |  |  |  |                      |  |  |  |  |  |  |  |                                         |
|                      |  |  |  |  |  |  |  |                     |  |  |  |  |  |  |  | Isabella av Bayern   |  |  |  |  |  |  |  |                                         |
|                      |  |  |  |  |  |  |  |                     |  |  |  |  |  |  |  |                      |  |  |  |  |  |  |  |                                         |
|                      |  |  |  |  |  |  |  |                     |  |  |  |  |  |  |  |                      |  |  |  |  |  |  |  | Taddea Visconti                         |
|                      |  |  |  |  |  |  |  |                     |  |  |  |  |  |  |  |                      |  |  |  |  |  |  |  |                                         |